# 바수키
바수키(산스크리트어: वासुकि, 영어: Vasuki)는 힌두교의 나가라자이다. 그는 머리에 나가마니(뱀의 장식)라는 보석을 가지고 있는 것으로 묘사된다. 다른 나가의 왕이자 비슈누가 쉬는 침대인 셰샤는 그의 형이며, 다른 나가인 마나사는 그의 누이이다. 힌두교 도상학에서 그는 일반적으로 시바의 목에 감겨 있는 모습으로 묘사되며, 시바는 그를 축복하고 장식품으로 착용했다고 믿어진다.
그는 중국과 일본 신화에서 난다(나가라자), 우파난다, 사가라(샤카라), 탁샤카, 발라반, 아나바탑타, 우트팔라와 함께 "팔대용왕"(八大龍王 한어병음: Bādà lóngwáng; 일본어: Hachidai Ryūō) 중 한 명으로 알려져 있다.

## 전설
바수키는 현자 카샤파와 카드루의 아들 중 한 명이다.

그는 사무드라 만타나 전설에서 중요한 역할을 한다. 그는 데바와 아수라 모두가 그를 만다라산에 묶어 암리타를 우유 바다에서 젓는 밧줄로 사용할 수 있도록 허락했다고 묘사된다.

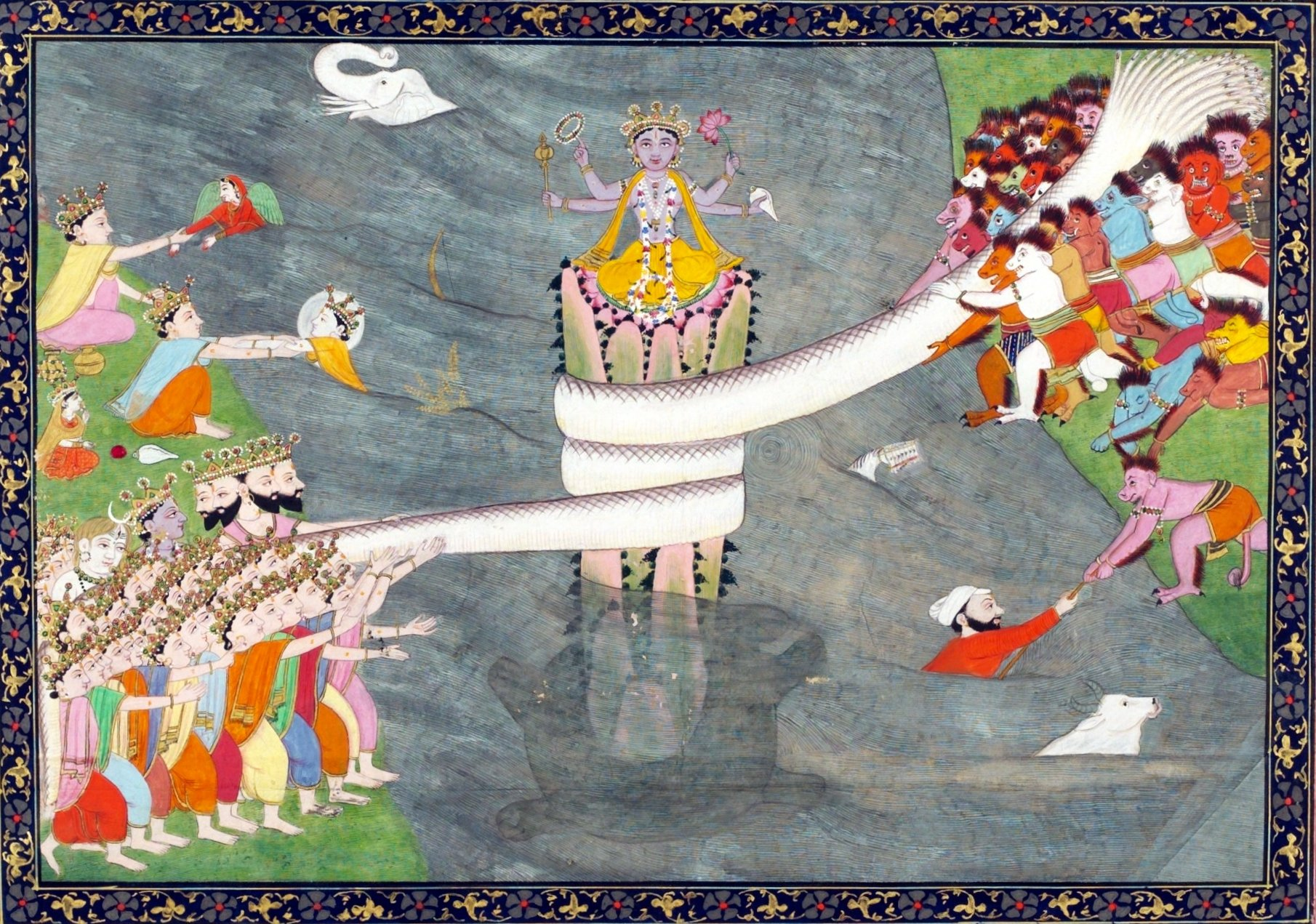
사무드라 만타나 중 바다를 휘젓는 데 사용된 바수키

마하바라타에서 바수키는 카드루에게 저주를 받았다고 한다. 그는 카드루가 여동생 비나타와의 내기에서 이기기 위해 다른 형제들과 함께 신성한 말 우차이슈라바스의 꼬리에 매달려 말을 검게 보이게 하려는 계획을 돕기를 거부했다. 자나메자야 왕의 뱀 희생제에서 수많은 형제들과 함께 불타 죽을 운명에 처하자, 그는 데바들에게 피난처를 구하며 바다 휘젓기에 참여했다.
지하 세계로 물러났지만 뱀 희생제로부터 형제들을 구하고 싶었던 바수키는 형제들에게 조언을 구했다. 그들 중 한 명인 엘라파트라는 브라흐마가 다른 신들에게 그들의 누이 자랏카루와 같은 이름의 현자 사이에서 태어날 아들이 그들의 구원자가 될 것이라고 알리는 것을 들었다고 말했다. 바수키는 누이를 그 현자와 결혼시키기 위한 준비를 했다. 그들 사이에서 태어난 아들 아스티카는 자나메자야의 나가 박해를 성공적으로 끝낼 수 있었다.

## 불교
불교에서 바수키와 다른 나가 왕들은 고타마 붓다의 많은 설법에 청중으로 등장한다. 나가 왕들의 임무는 나가들을 이끌고 부처를 보호하고 숭배하는 것뿐만 아니라 다른 깨달은 존재들을 보호하는 것이었다. 바수키의 나가 사제는 타티그 나가이다.

## 숭배
바수카/바수차 사원은 케랄라주의 하리파드, 만나라살라 일롬 근처와 안드라프라데시주의 비사카 지구에 위치해 있다. 카르나타카의 쿠케 수브라마냐 사원의 지역 전설에 따르면, 카르티케야 신은 비슈누의 탈것인 가루다의 공격으로부터 바수키를 보호했다고 여겨진다.

## 같이 보기
- 뱀 숭배
- 마나사
- 셰샤

## 서지
- Handa, Om Chanda (2004), 《Naga Cults and Traditions in the Western Himalaya》, Indus Publishing, ISBN 978-8173871610